# Tagliavia
I Tagliavia sono un'antica famiglia siciliana, signori di Castelvetrano che ebbero in feudo il 18 gennaio 1299 dal re Federico III di Sicilia.
Nel 1491 si unirono alla famiglia degli Aragona, marchesi di Avola.
Membri della famiglia Tagliavia parteciparono alle imprese militari delle case reali siciliane e spagnole e presero parte alla battaglia di Lepanto. Furono attivi anche come ambasciatori presso gli stati italiani di allora, da Venezia allo Stato Pontificio.

## Storia

### Origini

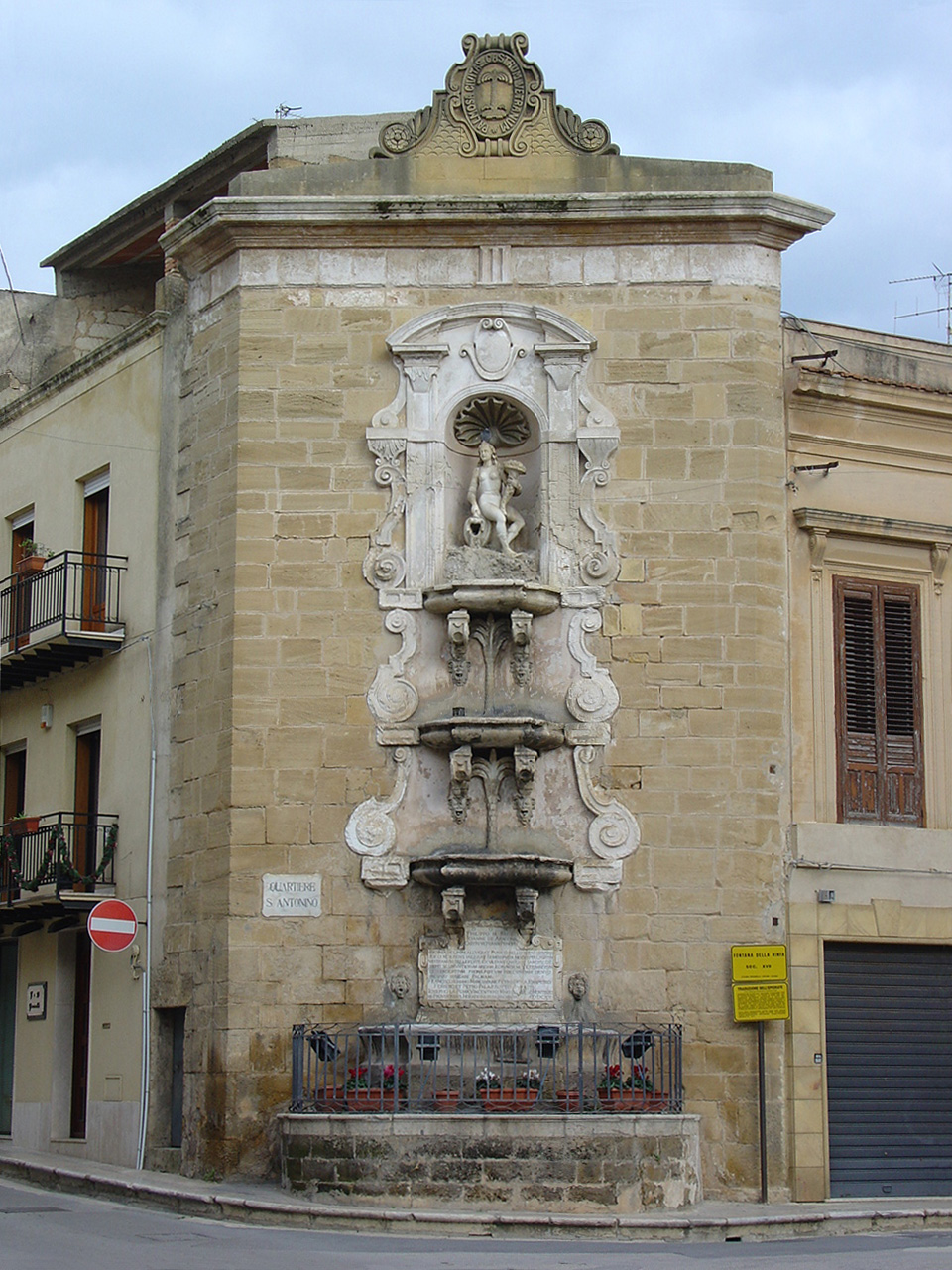
Castelvetrano, Fontana della Ninfa. La palma, figura araldica dei Tagliavia, è presente in vari elementi

I Tagliavia erano in origine dei commercianti, con tutto probabilità amalfitani. Secondo la leggenda sarebbe invece risalita a un "Manfredo di Svevia", che avrebbe preso il nome Tagliavia in quanto sarebbe riuscito a tagliare la via della ritirata al nemico.
Il primo dei Tagliavia in Sicilia fu "Guido", capitano al servizio dell'imperatore Enrico I di Sicilia (1165-1197).

### Bartolomeo Tagliavia
Vero costruttore delle fortune familiari fu "Bartolomeo Tagliavia". Durante l'infanzia visse alla corte di Palermo in quanto la madre era dama di compagnia di Costanza di Hohenstaufen, figlia di re Manfredi di Sicilia e promessa in sposa allo spagnolo Pietro d’Aragona.
In precedenza i Tagliavia erano stati dipendenti degli Angiò e come immigrati amalfitani avevano raggiunto posizioni di prestigio sotto la casata francese e con Carlo I d'Angiò. All'arrivo degli Aragona dopo l'insurrezione che aveva cacciato i francesi, Bartolomeo riuscì ad ottenere nuove cariche, a differenza del fratello maggiore Niccolò: Pietro III di Aragona gli affidò l'organizzazione delle difese della Sicilia ed egli organizzò le truppe nella regione di Randazzo. Come "maggiordomo di palazzo" gli fu affidata la gestione della reggia palermitana per volere della regina Costanza. Nel 1288 fu nominato tesoriere della curia regis, e quindi castellano del castello a mare di Palermo, ovvero ebbe il comando delle fortificazioni cittadine sul mare, dove erano custodite armi e materiale bellico e dove erano collocate le prigioni.
I 12 giugno 1295 Giacomo II, figlio e successore di Pietro III, firmò il trattato di Anagni con Carlo II d'Angiò, secondo il quale la Sicilia sarebbe stata ceduta agli Angiò e gli Aragona avrebbero ottenuto in cambio la Sardegna e la Corsica: i siciliani dichiararono quindi decaduto Giacomo II, offrendo la corona al fratello, Federico di Aragona, che venne incoronato a re di Sicilia il 25 marzo 1296 nella cattedrale di Palermo. In questa occasione Bartolomeo fu fatto cavaliere insieme ad altri trecento uomini che lo avevano appoggiato. Nell'agosto dello stesso anno, Bartolomeo ottenne a Rossano dal re la riconferma del feudo della Gazzella (Calabria), concesso in precedenza al nonno materno e il 18 gennaio 1299 la baronia di Castelvetrano.

### Unione con gli Aragona
Numerose le alleanze familiari che negli anni vengono sviluppate con opportuni matrimoni: tra questi quello fra "Jole Tagliavia di Castelvetrano" e Benvenuto II Grifeo Maniaci (1416 - 1463), X barone di Partanna e III visconte di Galtellin, nobiluomo molto caro a re Alfonso e al figlio di questi, Ferdinando.
Il matrimonio di "Giovan Vincenzo Tagliavia, 1º conte di Castelvetrano", con Beatrice d'Aragona e Cruyllas (cognome della nonna Beatrice Cruillas, baronessa di Terranova), figlia di Gaspare Federico (+1483), celebrato nel 1491, è all'origine dell'unione fra i Tagliavia e i d'Aragona, che erano baroni d'Avola e Terranova (Gela), gran contestabili e grandi almiranti del Regno. Il fratello di Beatrice, Carlo d'Aragona (*1460), non aveva avuto figli maschi e nel 1512 la sua unica figlia ed erede, Antonia Concessa d'Aragona marchesa di Avola e Terranova, sposò a 14 anni il cugino "Francesco Tagliavia"; la morte prematura di Francesco, nel 1515, indusse a un secondo matrimonio, l'anno dopo, con il fratello minore Giovanni, dopo aver ottenuto la dispensa papale, con l'accordo che i figli avrebbero portato per primo il cognome Aragona.
Giovanni ha un'immensa ricchezza fra le mani e il grande prestigio della parentela Aragona. Si distingue in varie imprese per la Corona spagnola. Nel 1530 allestisce una squadra di cavalleria e la manda a Napoli in appoggio militare all’imperatore Carlo V. Cinque anni dopo appronta due navi da battaglia e una nave rifornimenti che fa unire alla flotta spagnola per la spedizione di Tunisi. Impresa, quest'ultima, coronata da successo con la conquista della città nordafricana, la sconfitta dell'ammiraglio turco Khair-ad-Din e l'annullamento della politica di alleanza nel Mediterraneo fra Francesco I di Francia e il Sultano ottomano. In cambio l'imperatore Carlo V investe due volte (1539, 1544-45) Giovanni Tagliavia della carica di presidente del Regno.
Il figlio di Giovanni e Antonia, Carlo d'Aragona Tagliavia (1530-1600), è il primo della famiglia a portare il doppio cognome. Prima della sua investitura a capo della famiglia, ha già seguito il padre nelle ultime imprese militari e si è anche distinto. Partecipa poi alla seconda spedizione africana dell'imperatore, quella contro Algeri, operazione “azzoppata” da una tempesta che distrugge circa 150 navi della grande flotta imperiale e che ne segna il fallimento nel dicembre del 1541. Segue l'imperatore in altre spedizioni militari. Nel 1542 Carlo V lo nominerà marchese di Avola e cinque anni dopo, consigliere del Regno.
Nel 1561 Filippo II di Spagna concederà a Carlo d'Aragona Tagliavia il titolo di duca di Terranova, con il quale venne spesso indicato, e nel 1564 anche quello di principe di Castelvetrano. Il nobiluomo accumula diverse cariche e poteri. Solo per citarne alcuni: grande ammiraglio di Sicilia, presidente del Regno (negli anni 1566, 1567-68, 1571, 1577), viceré di Catalogna (1580), governatore del Ducato di Milano (1582). Ottiene anche il feudo di Gela e il titolo di conte di Borgetto da re Filippo II di Spagna. In più, è capitano di giustizia in Palermo nel 1545-46, deputato del Regno, gran connestabile, grande di Spagna, cavaliere dell'Ordine del Toson d'oro nel 1585. A Madrid diventa membro del Consiglio di Stato e Guerra e presidente del Consiglio d'Italia.

Don Carlo rimane una figura chiave della diplomazia del XVI secolo: è in piena corrispondenza con i dogi di Venezia, Alvise I Mocenigo, Niccolò del Ponte, Pasquale Cicogna e con quattro papi, Gregorio XIII, Sisto V, Gregorio XIV, Clemente VIII.

Come capitano di giustizia di Palermo ordina la raccolta delle Prammatiche del Regno e dei Capitoli. Furono stampate a Venezia nel 1574, permettendo di organizzare un primo Codice delle leggi del Regno siciliano. Fu ricordato dai palermitani con medaglie in cui era indicato come magnus siculus.
Una curiosità - Don Carlo ebbe 13 figli, otto maschi e cinque femmine. Ebbene, il nobiluomo sfruttando le leggi in vigore e la posizione di cittadino palermitano, utilizzò la norma dedicata a coloro che avevano almeno 12 figli: in questo modo fu esentato dal pagamento dei dazi civici dall'Università di Palermo. Il figlio maggiore, Don Giovanni II Aragona Tagliavia, sposa Maria de Marinis Moncada,si distinse ulteriormente nella carriera militare. Partecipa alla battaglia di Lepanto del 1571 e conduce gli scontri con manipoli di pirati Mori e Turchi sbarcati nella zona di Avola. È più volte deputato del Regno. Furono importanti anche i suoi fratelli, Simone Aragona Tagliavia, che, completati gli studi in Spagna all'Università Complutense, venne eletto cardinale nel 1583 da Gregorio XIII e Ottavio, altro importante uomo d'armi, come descritto nel paragrafo successivo.
Il titolo di secondo duca di Terranova e secondo principe di Castelvetrano, passò a Carlo, figlio di Giovanni (premorto al padre) e di Maria de Marinis, marchesa di Favara. Egli fu deputato del Regno nel 1599 e ottenne il Toson d'oro nel 1601, ma morì poco dopo il 1604.
Per il matrimonio di Giovanna d'Aragona Tagliavia e Cortes, figlia di Diego e di Stefania Cortes nipote di Hernan, principessa di Castelvetrano dal 1654, duchessa di Terranova, marchesa di Avola ecc. con Ettore Pignatelli duca di Monteleone, per successione siciliana, questi assunse i cognomi e i titoli della consorte.

## I Tagliavia nell'architettura

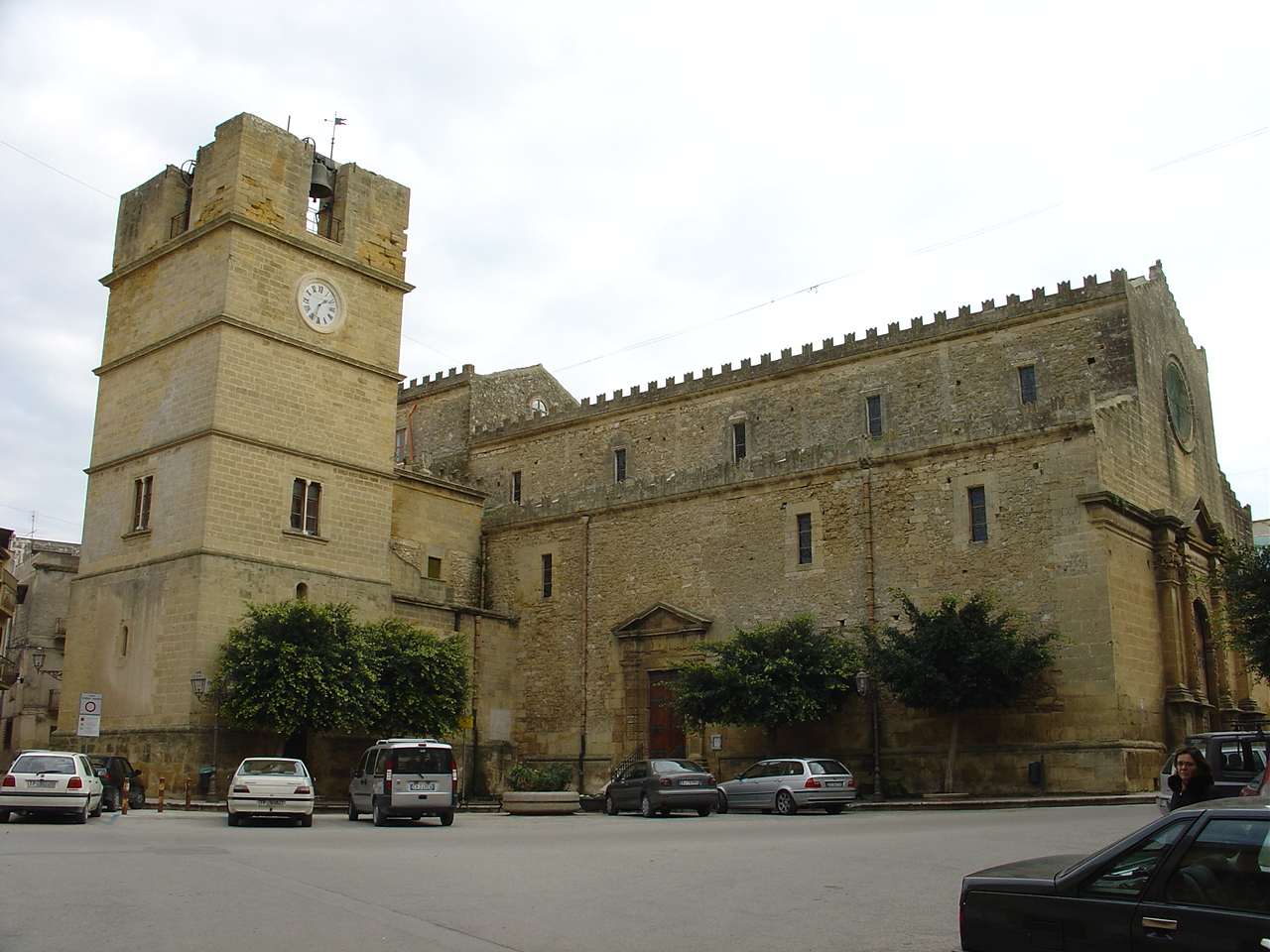
Castelvetrano, Chiesa madre, o Matrice e torre campanaria

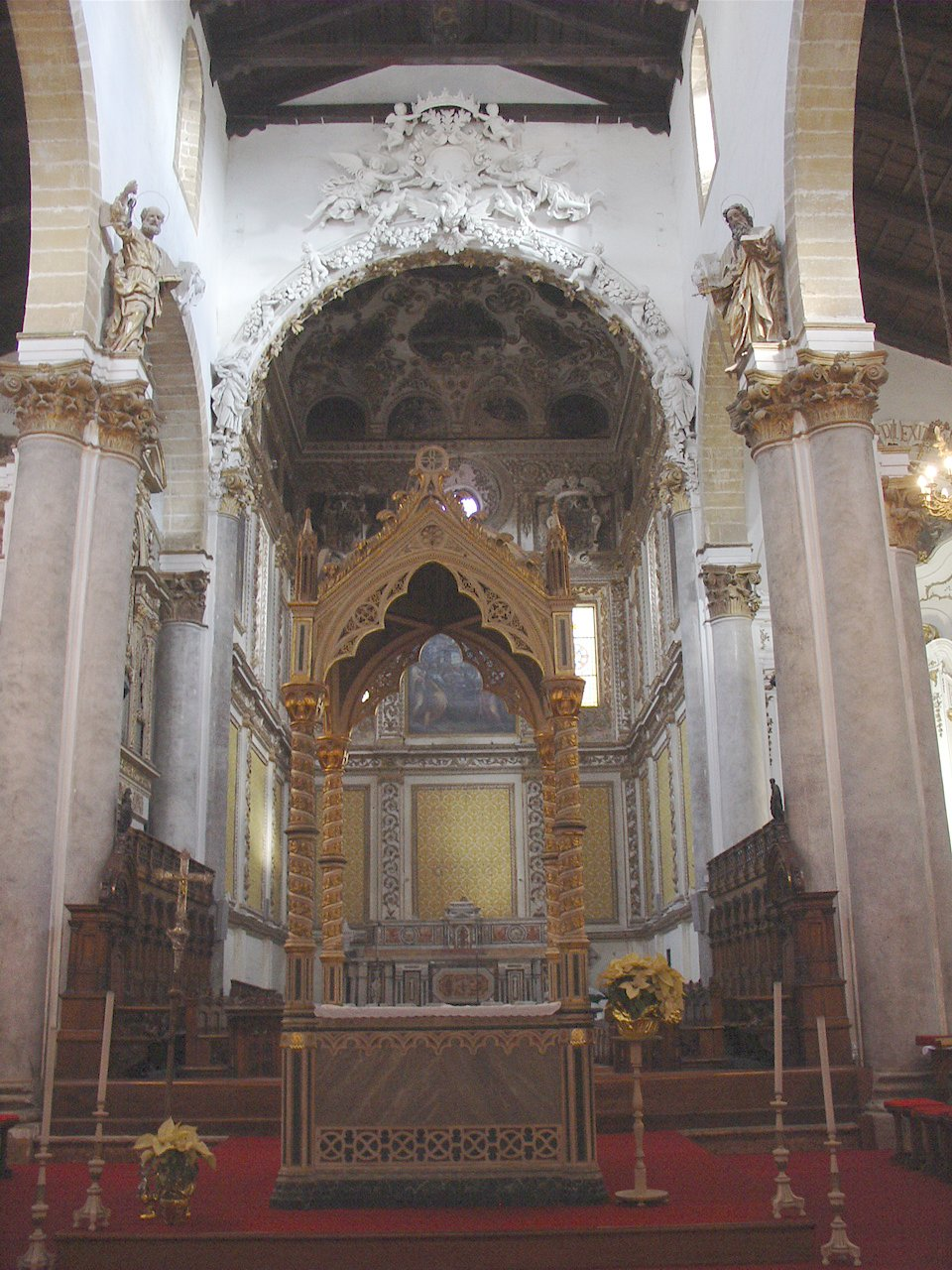
Castelvetrano, Chiesa madre, o Matrice (interno)

Diverse le presenze della nobile famiglia nel patrimonio architettonico siciliano e italiano.
- A Castelvetrano, la chiesa matrice di Maria SS. Assunta, ristrutturata nel 1520 da Giovan Vincenzo Tagliavia, primo conte del feudo cittadino. È un tipico tempio di impostazione normanna, con portale e archiporto decorato che conferisce un aspetto medievaleggiante, tre navate a doppio transetto corto e presbiterio che si rialza successivamente. Sull'arco che divide la navata centrale dal primo transetto, si possono ammirare gli stucchi attribuiti a Vincenzo Messina (primi del XVIII secolo). Nella chiesa è inserita la cappella della Maddalena, l'unica opera firmata da Tommaso Ferrara che la progettò e realizzò fra il 1573 e il 1579. Gli ultimi lavori di restauro e consolidamento del pavimento della matrice hanno permesso di scoprire 14 cripte, alcune dotate di piccoli stalli e scolatoi collegati ad una canaletta, il tutto per l'essiccamento dei cadaveri[5].

Nella stessa cittadina, la  chiesa di San Domenico edificata nel 1479 inglobando parte delle strutture di una chiesa preesistente dedicata a Santa Maria del Gesù. È un vero e proprio gioiello architettonico, la preferita dai principi Aragona Tagliavia, decorata con affreschi e stucchi di Antonino Ferraro da Giuliana (1574 - 1580). Ad arricchirla, don Carlo II Aragona Tagliavia, primo principe di Castelvetrano che fece eseguire molti lavori all'interno della chiesa. Particolare di gran pregio, l'Albero di Jesse, gruppo di statue sopra l'arco di trionfo: al centro sta appunto Jesse che sostiene un albero genealogico ai cui rami sono affidati i successivi dodici re che portano la discendenza fino alla Vergine Maria, che sta sopra a tutti, coronata da Angeli. Nella chiesa, anche un sarcofago su cui domina la figura di Ferdinando Aragona Tagliavia (deceduto nel 1549) scolpita nel marmo.

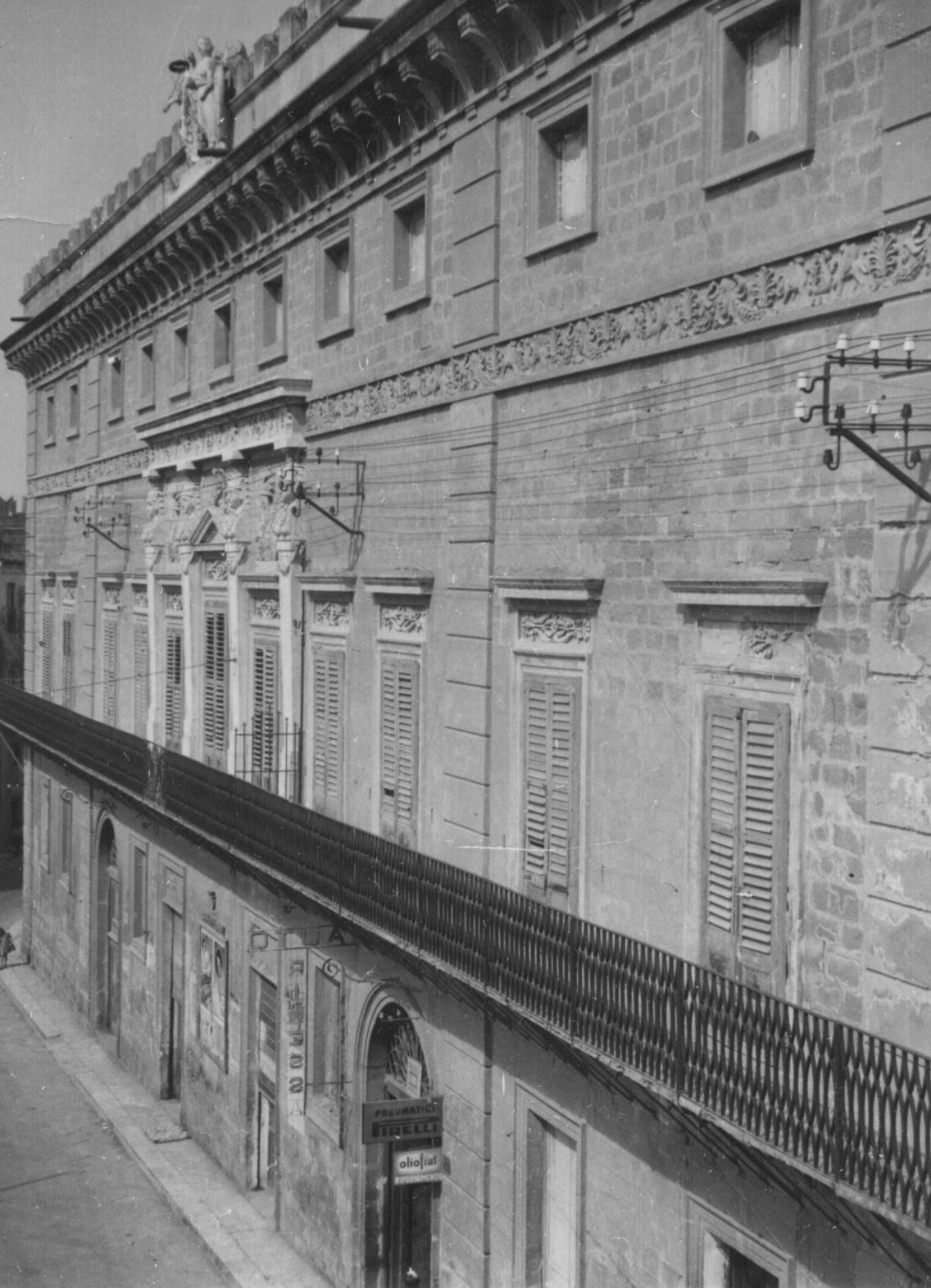
Palazzo Tagliavia di San Giacomo a Sciacca

- A Sciacca, Palazzo Tagliavia di San Giacomo in corso Vittorio Emanuele (piazza Friscia) del XV secolo, riprogettato nell'Ottocento e in stile neogotico dall'architetto Gravanti, di proprietà dei discendenti Baroni Martinez Tagliavia di San Giacomo ; Palazzo Arone-Tagliavia, del XIX secolo, sempre in corso Vittorio Emanuele.

## Arma
D'azzurro, alla palma al naturale, fruttata di due grappoli d'oro e sradicata dello stesso.

Alias: di rosso, a quattro pali d'oro, alla palma dello stesso, fruttifera d'argento, attraversante sul tutto.